# Histoire de l'agriculture biologique
Pour les articles homonymes, voir Agriculture biologique et Histoire de l'agriculture.

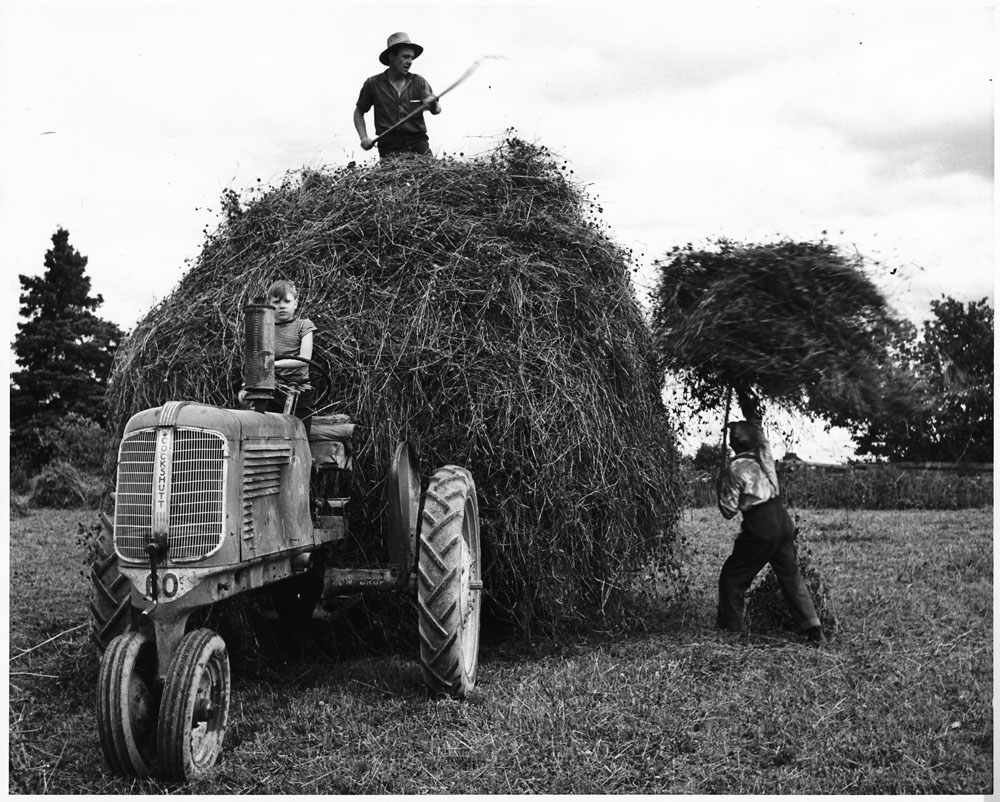
La généralisation des tracteurs au Canada dès 1930.

L’histoire de l’agriculture biologique remonte aux années 1920. L’agriculture biologique n’est pas à confondre avec l’agriculture traditionnelle qui remonte à plusieurs milliers d’années.
L’agriculture biologique organique est une agriculture qui se définit par le fait de nourrir la terre avec de la matière organique. L’utilisation de méthodes non biologiques est apparue avec la révolution industrielle et a perduré pendant les guerres mondiales du XXe siècle. Pendant près de 60 ans, biologistes, agronomes, médecins, agriculteurs et consommateurs ont construit une alternative à l’agriculture intensive. Son essor arrive dans les années 80 quand l’agriculture biologique est reconnue officiellement par différents États dans le monde. Les premières années du XXe siècle ont été marquées par des progrès simultanés en biochimie et en ingénierie, ce qui a de façon rapide métamorphosé l’agriculture. Par exemple, l’introduction du moteur à combustion interne à essence a instauré l’ère du tracteur aux États-Unis. C’est une vraie mécanisation des outils agricoles. De même la recherche en sélection végétale permet de commercialiser des semences hybrides dès 1930. Mais surtout l’avancée majeure qui joue un rôle essentiel dans l’histoire de l’agriculture biologique est la fabrication d’engrais azotés abondants et abordables. Avec le procédé Haber développé par les Allemands pendant la Première Guerre mondiale, il devient possible de fabriquer à bas coût de l’azote de synthèse pour l’agriculture. Les machines, les engrais chimiques et les pesticides se développent rapidement et deviennent une norme de l’agriculture conventionnelle intensive.

## Les courants fondateurs contre le modèle productiviste (1920-1930)
Les premiers courants d’idée qui s’interrogent sur le bien fondé de l’utilisation des produits chimiques en agriculture naissent dès 1920 simultanément en Europe et en Asie.

### En Europe

#### Rudolf Steiner et Erhenfried Pfeiffer: la biodynamie

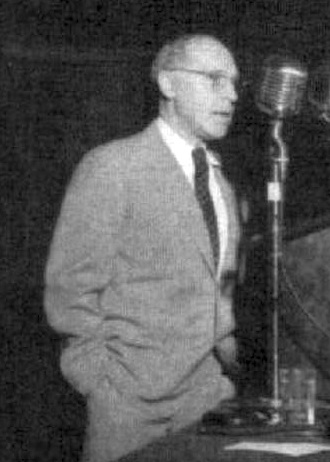
Photographie de Hermann Joseph Muller de 1952.

En Europe, le contexte d’après-guerre encore touché par les armes industrielles et chimiques fait naitre des courants philosophiques tournés vers la nature.

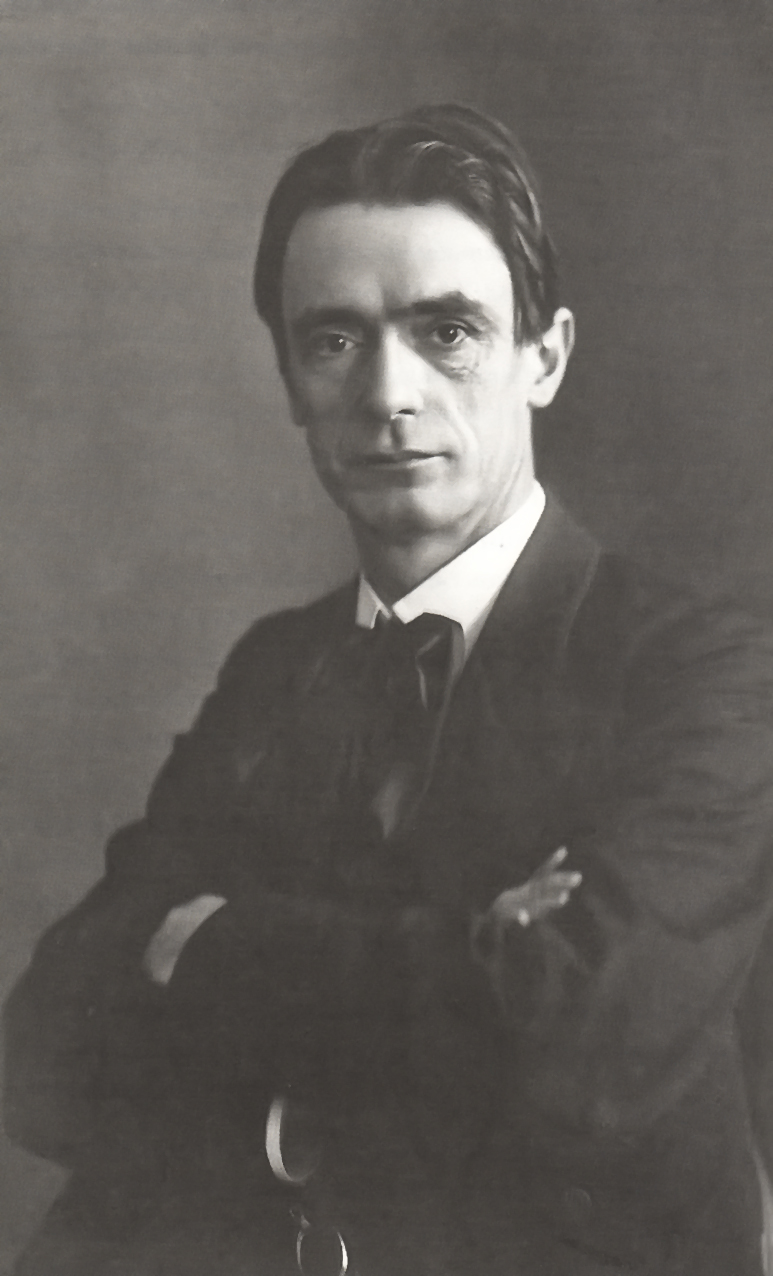
Photographie de Rudolf Steiner de 1905.

L'un d'eux est initié par l'occultiste autrichien Rudolf Steiner avec le courant pseudoscientifique et ésotérique qu'est l’anthroposophie. Il propage sa vision à la fin de sa vie en 1924 en effectuant des conférences qu’il nomme Cours aux agriculteurs en Silésie (Pologne). Son idée est de faire de l’agriculteur le gardien de l’équilibre des interactions entre les animaux, les plantes et le sol. En effet, pour lui avoir des animaux sains est étroitement lié au fait d’avoir un sol sain puisque les animaux se nourrissent des plantes qui elles-mêmes se nourrissent du sol qui lui-même se nourrit des animaux à travers le fumier.
Il propose sa conception de l’organisation optimale d’une exploitation agricole. Elle se doit avant tout d’être autonome, en utilisant du compost pour la fertilisation des sols et le fumier d’un élevage (qui se doit d’être présent sur le domaine). Ces textes fondent les principes même de la méthode biodynamique qui promeut en plus l’utilisation de préparation de nature homéopathique comme catalyseur de forces éthériques,,,.
C’est Erhenfried Pfeiffer qui vulgarise le biodynamisme en Europe et aux États-Unis en mettant en pratique la vision de Steiner pendant plusieurs années à partir de 1938, suivi par Charles Bauer en France . Ce courant a été appuyé par la coopérative de Brandebourg DEMETER qui fut créée pour distribuer les produits biodynamiques dès 1928 et malgré le peu d’effectif cette action a eu un impact en Allemagne, en Suisse et en Alsace.

#### Rusch et la méthode organo-biologique
Peu après, en Suisse, un deuxième courant nait avec l’homme politique Hermann Joseph Muller qui insiste sur la nécessité d’autarcie des producteurs et des circuits court. Le biologiste Hans Peter Rusch s'alignera sur son point de vue dans les années 60 avec la mise au point de la méthode organo-biologique présenté dans son livre La fécondité du sol.  C’est la vision d’une écologie naissante, visant à éviter le gaspillage, la pollution par l’intégration des progrès biologique en agriculture. Il veut fertiliser les sols à partir de poudres de roches et de compostages de matières organiques. Ce courant sera suivi en Allemagne avec l’association Bioland et en France avec l’association Nature et Progrès.

#### Pédologie et dynamique des sols en France
Dans la lignée de Vassili Dokoutchaïev et Sergueï Vinogradski, la pédologie et la dynamique des sols sont valorisées par l'Association Française pour l'Étude du Sol (AFES) créée en 1934 par Albert Demolon et Auguste Oudin. Elle compte compte plus de 400 membres en 1939.

### En Amérique
Les tempêtes de poussières et la perte de la couche arable dans le Dust Bowl entre 1932 et 1938 sont causées par la surmécanisation et le surlabourage profond qui détruisent l'humus et ne retiennent plus les sols.

« Une nation qui détruit ses sols s'autodétruit (A nation that destroys its soils destroys itself). »

— Franklin Delano Roosevelt, 1937

### En Asie

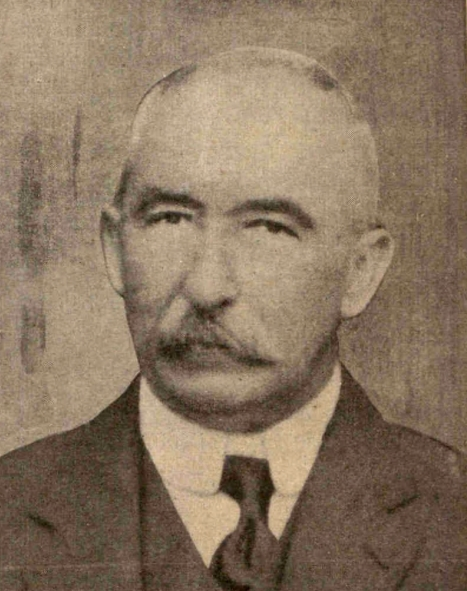
Photographie du Dr Albert Howard

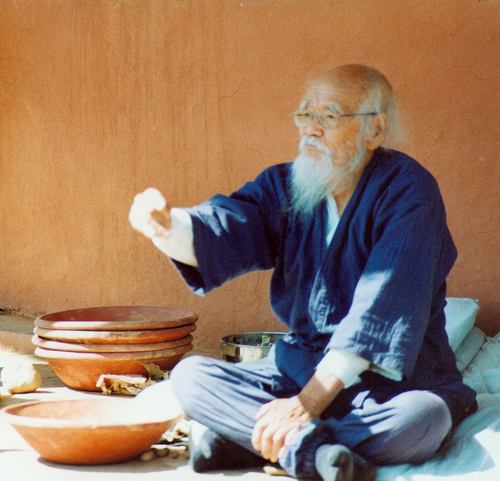
Photographie de Masanobu-Fukuoka

#### Howard et l'agriculture organique
En Inde, c’est le botaniste britannique Sir Albert Howard, directeur de l’Institute of Plant Industry d’Indore, et sa femme Gabrielle Howard, physiologiste des plantes, qui travaillent entre 1905 et 1924 sur une comparaison entre les pratiques agricoles traditionnelles indiennes et les pratiques agricoles conventionnelles d’Europe. Au lieu de suivre les inquiétudes des autres scientifiques sur la théorie de l’avancée de l’érosion des sols, il cherche à comprendre les cycles naturels de fertilisation du sol. À partir de ses observations, il met au point notamment la méthode Indore, un procédé de compostage en tas qui améliore la fertilité du sol et la résistance des plantes face aux maladies. Il publie ses découvertes dans son livre An Agricultural Testament paru en 1940. Il en ressort aussi qu'il est nécessaire de rendre leur autonomie aux exploitations agricoles. Son travail sera poursuivi ensuite par I.J Rodale et la Soil Association et il représentera lui aussi un mouvement appelé organic farming ou "agriculture organique".
De son côté, l’agronome américain F-H King visite la Chine, la Corée et le Japon et en vient aux mêmes comparaisons au niveau de la fertilisation des sols entre le traditionnel et le travail du sol fait en Europe : il publie Farmers of Forty Centuries en 1911 (1911, Courier Dover Publications,  (ISBN 0-486-43609-8)

#### Fukuoka et l'agriculture sauvage
Le quatrième et dernier courant est celui de l’agriculture naturelle dite « sauvage » (自然農法, shizen nōhō). Ce courant est né au Japon dans les années 30 à partir des observations de Masanobu Fukuoka, un microbiologiste travaillant en science du sol et en phytopathologie. En 1937, ce chercheur revient s’occuper de sa ferme familiale et réalise des tests pour développer une méthode biologique radicale sans main d'œuvre pour la culture des céréales et de nombreuses autres cultures. On retrouve ses observations dans son livre La révolution d’un seul brin de paille.
D’autres courants reliés à ces agricultures plus naturelles se développent plus tardivement, on peut citer le travail de Bill Mollisson en Australie dans les années 1970 qui a développé ce qu’on a appelé plus tard la Permaculture, une agriculture intégrée au mieux dans son milieu naturel. De même, le développement d’agroécologie en Amérique Centrale par Miguel Altieri qui influencera plus tard fortement les mouvements d’agriculture biologique en Espagne et en Amérique Latine.

## Après la Seconde Guerre mondiale
Après la Seconde Guerre mondiale l’agriculture a accéléré encore sa mécanisation : l'irrigation à grande échelle, les pesticides… Par exemple, on recycle le nitrate d’ammonium - utilisé auparavant pour les munitions - comme source d’azote très bon marché. Le DDT est utilisé dans les champs alors qu'il servait avant à limiter l’émergence de maladies transmises par les insectes au sein des troupes armées.

### La "Révolution verte"
Après 1940, la production agricole est fortement encouragée par les États : après la guerre, il faut reconstruire et nourrir les populations. En 1944, une campagne internationale de Révolution verte a été lancée au Mexique avec un financement privé provenant des États-Unis. Cette campagne encourageait le développement de plantes hybrides, de contrôle chimique, d’irrigation à grande échelle et de mécanisation lourde dans l’agriculture mondiale. La recherche était  également plutôt concentrée sur le développement de nouvelles approches chimiques. L’une des raisons étant la croyance, largement répandue et à l'origine de la Révolution verte, que la forte croissance démographique mondiale, déjà étudiée à l’époque, créerait bientôt des pénuries alimentaires mondiales, et que seule une avancée technologique majeure permettrait d'éviter cette catastrophe.
Dans un même temps cependant, les effets néfastes de l’agriculture « moderne » ont commencé à se faire connaitre et le mouvement pour une agriculture plus biologique s’est organisé.

## L’influence nutritionniste pour la défense de la petite paysannerie (1940-1960)
Au lendemain de la Seconde Guerre mondiale, des acteurs très variés se réunirent et mirent au point les principes de l’agriculture biologique. Paysans, médecins, nutritionnistes, chercheurs et citoyens soutiennent les mouvements émergents d’agriculture biologique. 

### Croisade pour l'humus
En Angleterre, la Soil Association est créée en 1946 et résulte de la rencontre et de la discussion des pratiques howardiennes entre des médecins nutritionnistes de classes moyenne urbaine et des praticiens et expérimentateurs agricoles, tel Lady Eve Balfour, figure de l’association. 
En France, le militant André Birre fonde en 1946 l’association « L’Homme et le Sol » Dès 1948, présidée par Robert Préaud, ancien secrétaire général du ministère de l’agriculture, « l’association « L’Homme et le Sol » (...), se revendiquant de la pédologie, entame un combat pour la défense de l’humus agricole » et organise des  « Journées de l’humus » valorisant le « sol vivant » en opposition à la chimie minérale agro-industrielle. En découle un appel pour une « Croisade pour l’humus », signée par plus de cent personnalités.

### La mobilisation avec l'AFRAN, l'OSV, le GABO et l'AFAB

Logo de l'Association Nature et Progrès.

En 1952, l'Association Française pour une Alimentation Normale (AFRAN) est créée par les médecins Jacques-William Bas et André Péqueriaux, soutenue notamment par le microbiologiste Jean Keilling. Elle prône le retour d’une société paysanne traditionnelle, qui assurerait une qualité alimentaire plus saine. Elle suit donc le mouvement biodynamique. En parallèle, l'Organisation scientifique pour l'entretien de la vie (OSV) poursuit la croisade pour l'humus et se donne pour but « la recherche et enseignement des moyens de progrès dans le respect des lois naturelles ». En 1959, le GABO (Groupement des Agriculteurs Biologiques de l’Ouest) est créé à l'initiative de Jean Boucher, André Birre, André Louis, Mattéo Tavera et une quarantaine de partisans de « L’homme et le sol » et de l’AFRAN. Le groupement est renommé AFAB (Association française pour l'agriculture biologique) en 1961. L'AFAB se dissociera finalement en deux courants majeurs en France entre 1963 et 1964 : l’un commercial dit Lemaire Boucher et l’autre non commercial prôné par l’association Nature et Progrès

### Le groupe Lemaire pour une agriculture paysanne
La méthode Lemaire Boucher désigne en fait le développement de techniques basées sur le compost et l’utilisation du lithothamme, qui est une algue calcaire pêchée au large des Glénans. C’est le biologiste et généticien français Raoul Lemaire qui, associé au biologiste et ingénieur horticole Jean Boucher met au point cette technique et la société qui commercialise les engrais et les semences de blé à hauts rendements mais qui fait aussi du conseil et de l’encadrement agricole[incompréhensible]. C’est un moyen de défendre la petite paysannerie et son autonomie face à l’État et aux firmes agrochimiques.

### Nature et Progrès
Nature et Progrès est une association de consommateurs, d'agriculteurs producteurs et d'artisans transformateurs fondée en 1964 par André Louis, Mattéo Tavera et André Birre, pour se différencier du groupe Lemaire Boucher. Elle est l'acteur historique de la promotion du développement associatif de l'agrobiologie en France et en Belgique, notamment au travers des publications de l'agronome Claude Aubert et des co-auteurs de l'Encyclopédie permanente d'agriculture biologique en 1974.
En Suisse, c’est Maria et Hans Müller qui défendent la culture paysanne chrétienne avec des techniques organo-biologiques centrées sur le compostage de surface et le mulching. Elles se propageront jusqu'en Autriche et en Allemagne.

## Une contestation du modèle de développement agricole (1960-80)

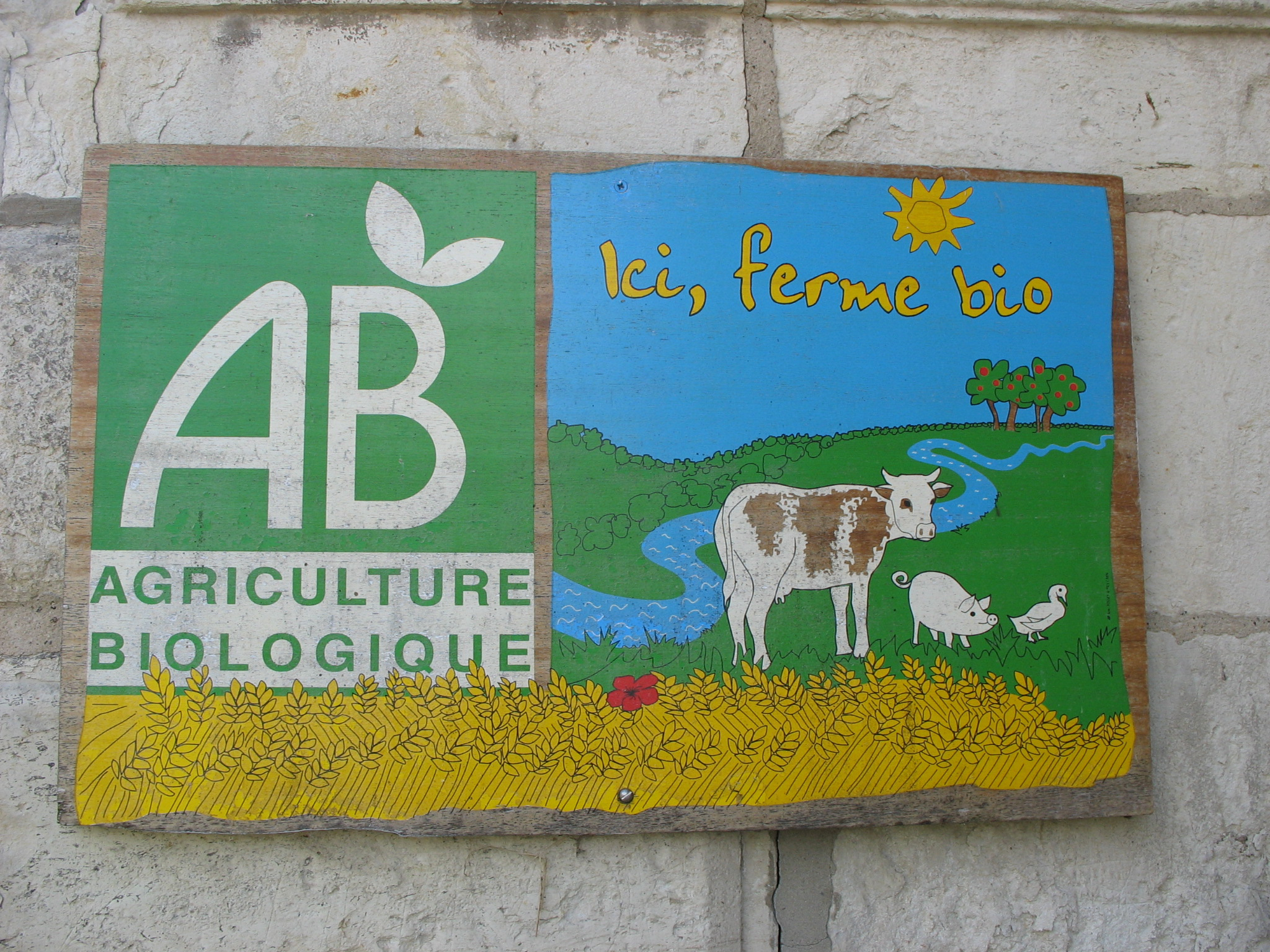
Enseigne d'une ferme en agriculture biologique.

La première contestation a lieu au niveau des producteurs. Quelques centaines d’agriculteurs se lancent dans l’agriculture biologique en raison d’une mauvaise utilisation d’engrais et de pesticides et à l’activité de la société Lemaire dans l’Ouest de la France. De plus, quelques abbayes suivent le mouvement qui inspire une connotation chrétienne conservatrice, ce qui est un point non négligeable sur l’influence du milieu agricole proche. À cela s’ajoute le mouvement de contestation urbain de 1968 qui trouve son écho dans les campagnes avec de nouveaux jeunes agriculteurs biologiques épaulés par Nature et Progrès. Puis tout s’enchaine : la sensibilisation croissante à l’écologie, la crise pétrolière, les excès du productivisme et le système de subventions de la PAC (Politique Agricole Commune) fin des années 1970 … Tout cela a incité encore d’autres agriculteurs à se convertir à l’alternative biologique.
Ce mouvement environnementaliste prend aussi place dans la vie politique avec les débuts de l’écologie politique et dans la recherche avec un engagement croissant des jeunes ingénieurs agricoles et le développement de structures de recherche en agriculture biologique toujours plus important (création en Suisse en 1973 du FiBL).

## Réglementation et Officialisation (1980-2000)

### La France pionnière dans l'officialisation épaulée par Nature et Progrès

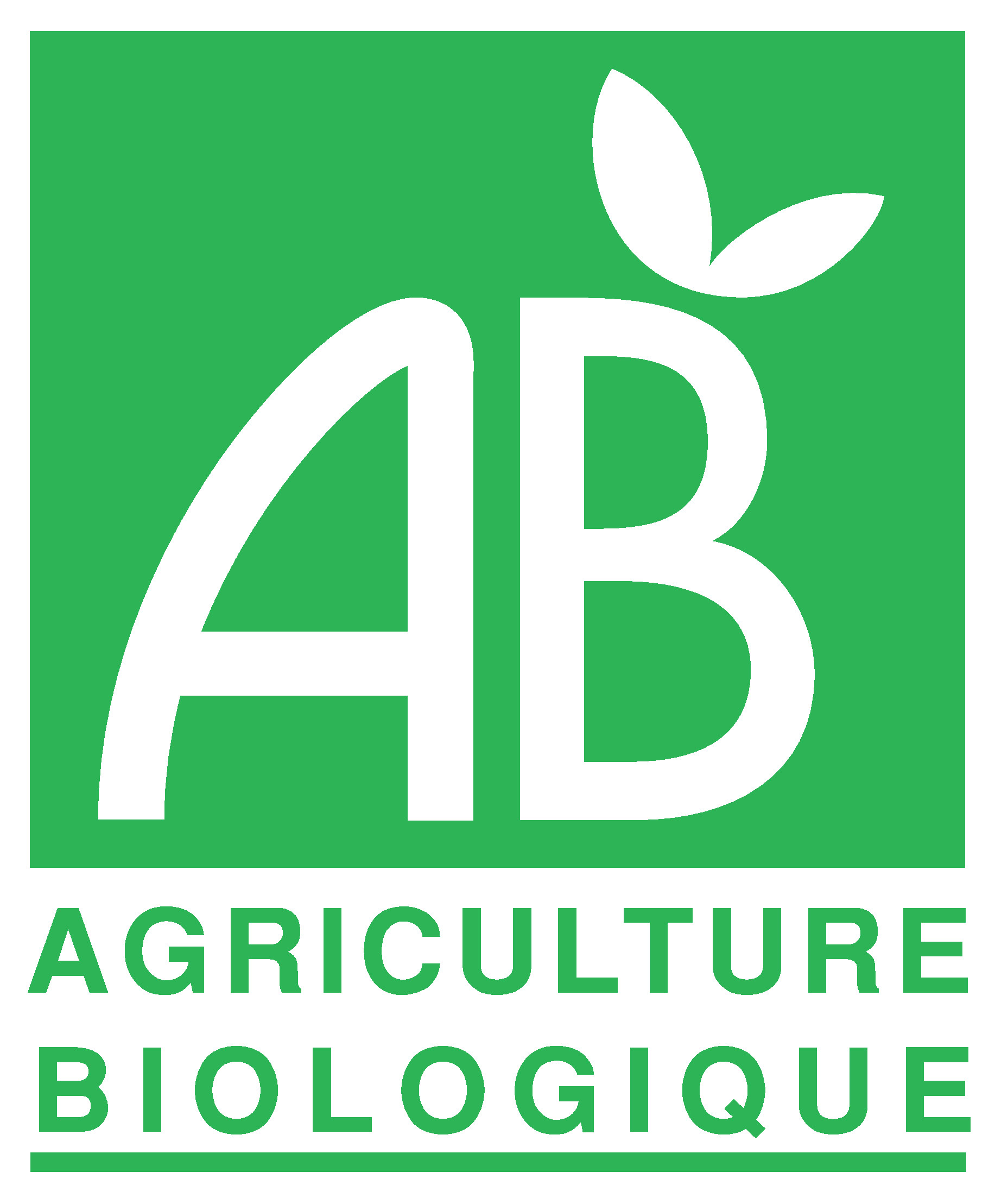
Label de l'Agriculture biologique

Pour assurer le bon fonctionnement de cette nouvelle agriculture en plein essor il faut mettre en place des règles, et c’est l’association Nature et Progrès qui débute les opérations en créant en 1972 le premier cahier des charges de l’agriculture biologique et en participant à la création la même année de l’IFOAM (international Federation of Organic Agriculture Movements). L’organisation de garanties et de contrôles pour assurer une qualité au consommateur s’organise assez vite. En 1978, c’est la FNAB (Fédération Nationale d’Agriculture Biologique des régions de France) et l’ACAB (Association des conseillers indépendants en agriculture biologique) qui sont mis en place.
La dernière ligne droite vers une généralisation de l’agriculture biologique est l’officialisation par les États. En France, elle est proclamée à demi-mot le 4 juillet 1980 avec la loi d’orientation agricole. Les pouvoirs publics disent reconnaitre son existence sans la nommer :
« Les cahiers des charges définissant les conditions de production de l’agriculture n’utilisant pas de produits chimiques de synthèse peuvent être homologués par arrêté du Ministère de l’Agriculture ».
Le décret d’application est publié en mars 1981 mais le terme « biologique » n’est protégé qu’à partir de 1988 en France. S’ensuit la création du logo AB en 1984 qui sert de pictogramme au label de qualité agrobiologique instauré en 1988 et de plusieurs cahier des charges officiels en 1986. Le 24 juin 1991, la Communauté économique européenne adopte une réglementation qui reprend les principes et les définitions des textes législatifs français pour les exploitations végétales puis plus tard pour les exploitations animales (REPAB). Cette harmonisation de l’étiquetage au niveau européen permet à l’agriculture biologique de mieux coexister sur le marché international et donc de se développer plus vite.

### Dans le monde

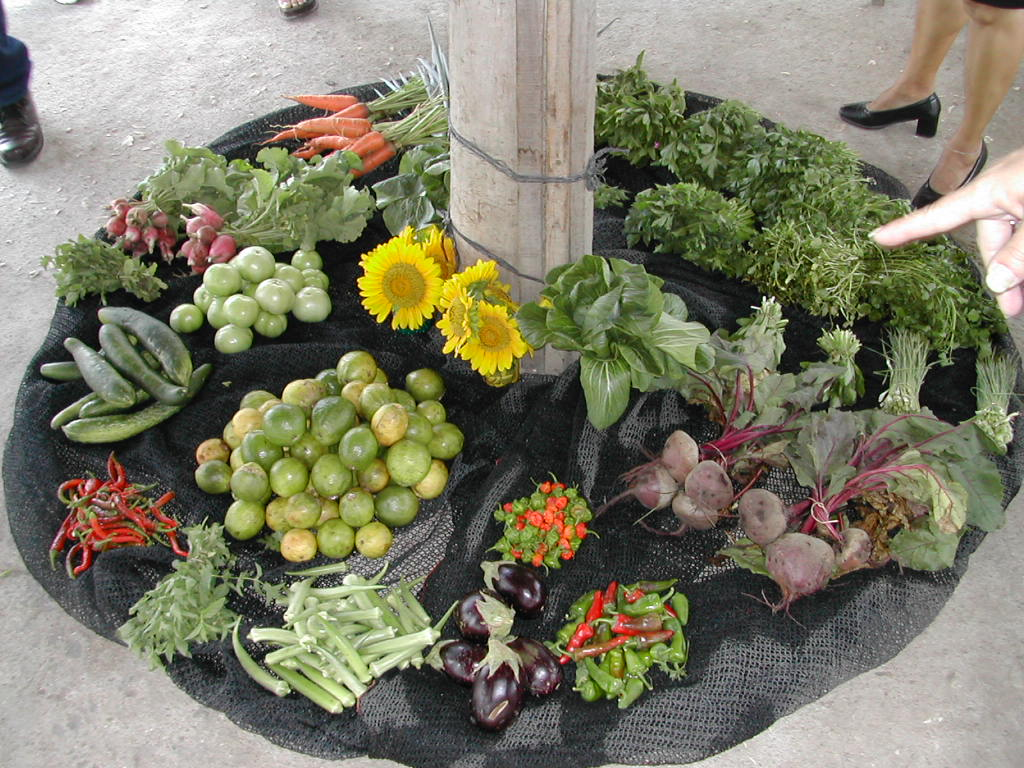
Produit issues de l'Organopónico de Cuba.

À La Havane, à Cuba, la perte du soutien économique soviétique en 1991 à entre autres conduit à une production agricole vraiment locale et au développement d’un programme unique d’agriculture biologique urbain soutenu par l’État cubain : l’Organopónicos.
Dans certains pays comme l’Espagne et la Suède, l’agriculture biologique s’est développée beaucoup plus rapidement qu’en France, avec en 2020, 20 % de la surface agricole du pays en agriculture biologique. Cela est dû à la fusion des organisations environnementales et des syndicats agricoles dans les années 1980. Mais aussi et surtout à la structuration d’un marché commun de l’alimentation biologique, soutenu par l’IFOAM et la mise en place de certification. Si l’agriculture biologique représentait moins de 0,1 % de la surface agricole utilisable en 1985, elle atteignait néanmoins 4 % au début du XXIe siècle, représentant alors un marché de 12 milliards d’euros.

## L'agriculture biologique en croissance (2000-2020)
Avec le soutien des États, l'agriculture biologique a pu se développer davantage. En France par exemple, plusieurs mesures ont permis la démocratisation de l’agriculture biologique. En effet, la mise en place du Label Rouge, d’appellations AOP et AOC (Appellation d’Origine Protégée et Appellation d’Origine Contrôlée), de l’Indication Géographique Protégée et de l’Agriculture Biologique ont assuré une bonne visibilité à ces agricultures alternatives. Entre 2018 et 2019, on compte une augmentation de 13 % des exploitations engagées en Agriculture Biologique an France, ainsi qu’un doublement de la surface biologique cultivée en 5 ans (soit 2,3 millions d’hectares). Au niveau européen, c'est une augmentation d'environ 4,9 % entre 2017 et 2018 (soit 325 306 exploitations en 2018) et 13,8 millions d’hectares en plus cultivé en biologique (+ 7,2 % en 2017). Enfin, dans le monde, le biologique représente en 2018 environ 2,8 millions d"exploitations agricoles certifiées et 71,5 millions d’hectares cultivés,,.